# Ad occhi chiusi (Finley)
Ad occhi chiusi è il terzo ed ultimo singolo estratto dall'album Adrenalina 2 dei Finley, presentato ai TRL Awards 2008 di Napoli, Piazza del Plebiscito.

## Videoclip
L'unico video presente della canzone è il Live @ MTV, appunto dei TRL Awards.

## Altre versioni
Nell'album Adrenalina 2 è presente anche My Blinded Eyes, versione in inglese di Ad occhi chiusi.
Nella copia digitale di Adrenalina edita su ITunes esiste una versione remix del brano denominata Ad occhi chiusi Hardplugged.

## Formazione
- Marco "Pedro" Pedretti - voce
- Carmine "Ka" Ruggiero - chitarra, voce
- Stefano "Ste" Mantegazza - basso, voce
- Danilo "Dani" Calvio - batteria, voce